# Kishore Mahbubani
Kishore Mahbubani (Singapore, 24 ottobre 1948) è uno scrittore e intellettuale singaporiano, laureato in psicologia.
Mahbubani è famoso per aver pubblicato diversi libri di argomento geopolitico e per aver partecipato a numerosi comizi e interviste in tutto il mondo e su diversi giornali tra cui anche il Corriere della Sera riguardo principalmente l'argomento dell'ascesa economica dei paesi asiatici, ma più generalmente sempre in ambito geopolitico.
Tra i suoi libri più famosi si ricordano Can Asians think?, The new Asian hemisphere e Beyond the age of innocence, riguardanti la politica e l'economia mondiale.

## Citazione
Duemila anni di geopolitica ci hanno insegnato una lezione semplice e ovvia: Tutte le grandi potenze mettono al primo posto i propri interessi e, se necessario, sacrificano gli interessi dei loro alleati. Trump si sta comportando come un attore geopolitico razionale, mettendo al primo posto quelli che ritiene essere gli interessi del suo Paese. L'Europa non dovrebbe limitarsi a criticare Trump, ma dovrebbe emularlo. Dovrebbe attuare l'opzione attualmente impensabile: Dichiarare che d'ora in poi sarà un attore strategicamente autonomo sulla scena mondiale che metterà i propri interessi al primo posto. Se lo facesse, Trump potrebbe mostrare un po' di rispetto per l'Europa.